# Ingerstasjön
Ingerstasjön är en sjö i Sollefteå kommun i Ångermanland och ingår i Ångermanälvens huvudavrinningsområde. Sjön har en area på 0,128 kvadratkilometer och ligger 127,1 meter över havet. Sjön avvattnas av vattendraget Strinneån.

## Delavrinningsområde
Ingerstasjön ingår i det delavrinningsområde (701128-157737) som SMHI kallar för Utloppet av Ingerstasjön. Medelhöjden är 198 meter över havet och ytan är 2,01 kvadratkilometer. Räknas de 10 avrinningsområdena uppströms in blir den ackumulerade arean 54,89 kvadratkilometer. Strinneån som avvattnar avrinningsområdet har biflödesordning 2, vilket innebär att vattnet flödar genom totalt 2 vattendrag innan det når havet efter 34 kilometer. Avrinningsområdet består mestadels av skog (81 procent). Avrinningsområdet har 0,06 kvadratkilometer vattenytor vilket ger det en sjöprocent på 3,2 procent.